# Billy Campbell
William Oliver "Billy" Campbell, född 7 juli 1959 i Charlottesville, Virginia, är en amerikansk skådespelare.

## Filmografi i urval
- 1984–1985 – Dynastin (TV-serie)
- 1986–1988 – Brottets väg (TV-serie)
- 1991 – Rocketeer
- 1992 – Bram Stokers Dracula
- 1993 – Gettysburg
- 1993 – Miami Blues (TV-serie)
- 1997 – Djungelboken - Mowgli & Baloo
- 1998 – The Brylcreem Boys
- 1999–2002 – Once and Again (TV-serie)
- 2002 – En kvinnas hämnd
- 2004–2007 – The 4400 (TV-serie)
- 2005 – OC (TV-serie)
- 2007–2008 – Shark (TV-serie)
- 2008 – Livet från den andra sidan
- 2011–2012 – The Killing (TV-serie)
- 2017 – Modus (TV-serie)
- 2025 – I Know What You Did Last Summer